# Heterochelus ochraceus
Heterochelus ochraceus är en skalbaggsart som beskrevs av Hermann Burmeister 1844. Heterochelus ochraceus ingår i släktet Heterochelus och familjen Melolonthidae. Inga underarter finns listade i Catalogue of Life.